# Валя-Маре (Долж)
Валя-Маре (рум. Valea Mare) — село у повіті Долж в Румунії. Входить до складу комуни Мелінешть.
Село розташоване на відстані 190 км на захід від Бухареста, 26 км на північ від Крайови.

## Населення
За даними перепису населення 2002 року у селі проживали 13 осіб, усі — румуни. Усі жителі села рідною мовою назвали румунську.